# Округ Вебстер (Мисури)
Округ Вебстер (енгл. Webster County) је округ у америчкој савезној држави Мисури.

## Демографија
По попису из 2010. године број становника је 36.202, што је 5.157 (16,6%) становника више него 2000. године.
| Група             | 2000.          | 2010.          |
| Белци             | 29.607 (95,4%) | 34.469 (95,2%) |
| Афроамериканци    | 359 (1,2%)     | 326 (0,9%)     |
| Азијати           | 81 (0,3%)      | 74 (0,2%)      |
| Хиспаноамериканци | 400 (1,3%)     | 612 (1,7%)     |
| Укупно            | 31.045         | 36.202         |